# Colegiul Psihologilor din România
Colegiul Psihologilor din România este o asociație profesională a specialiștilor în psihologie din România.